# اندیس مرمریت ۳۶۰۳
مرمریت ۳۶۰۳ یک اندیس مصالح ساختمانی است که در حوالی شهر آباده استان فارس قرار دارد و مادهٔ معدنی موجود در آن، مرمریت است.سنگ میزبان این اندیس سنگ آهک است و دیرینگی آن به دوران میوسن می‌رسد. در این اندیس، پاراژنز‌های Fe۲O۳ یافت می‌شوند.